# (35771) 1999 JE6
1999 JE6 (asteroide 35771) é um asteroide da cintura principal. Possui uma excentricidade de 0.13480190 e uma inclinação de 7.58983º.
Este asteroide foi descoberto no dia 11 de maio de 1999 por Yoshisada Shimizu e Takeshi Urata em Nachi-Katsuura.